# Тохарские языки
Тоха́рские языки́ — вымершая ветвь индоевропейских языков, состоящая из «тохарского A» (восточно-тохарский, турфанский), «тохарского B» (западно-тохарский, кучанский) и, предположительно, более южного «тохарского С». На них говорили между I тысячелетием до н. э. и I тысячелетием н. э. на территории Таримской впадины (оазисы Турфан, Куча, Лоулань и др.). Дошедшие до нас письменные памятники написаны письмом брахми и относятся к VI—VIII векам; первые из них обнаружил в начале XX века англо-венгерский путешественник Аурель Стейн.
Название «тохарские» — условное, так как самоназвание носителей этих языков — ārsí и kučaññe. Со II века н. э. этноним «тохары» (др.-греч. τόχαροι) применялся к ираноязычному народу создателей Кушанского царства, называемых в китайских источниках «большие юэчжи», тогда как собственно тохароязычными были их соседи — «малые юэчжи», возможно входившие с ними в одно племенное объединение.
Р. Келлог, Е. Швентнер, В. Краузе, В. Порциг, Э. Бенвенист отмечали особо тесные связи, объединяющие тохарский (языки арси и кушан) с фрако-фригийским, германским и балто-славянским языками. Италийские и особенно кельтские языки также имеют ряд общих архаичных черт с анатолийскими и тохарскими языками.

## Носители и самоназвание
В науке разделяют тохар на истинных (или настоящих, которые являются частью юэчжей, говоривших на восточноиранских северных диалектах, родственных языкам скифов, ушедших с кушанами на юг и давших имя области Тохаристан на территории современного Афганистана) и неистинных (псевдотохар) — собственно тех, на кого перенесли это имя китайцы и др., но говоривших на тохарских диалектах, не имеющих близкого родства с языками юэчжей и не называвших себя тохарами, в отличие от настоящих тохар. Носителем тохарских языков принято считать некий европеоидный народ, в науке называемый «псевдотохарами», а не племя иранского происхождения, упоминавшееся с V века до н. э. в китайских источниках под названием юэчжи, известное в науке как «истинные» тохары и впоследствии создавшее на территории Бактрии мощное Кушанское царство. С последними же принято связывать найденные в Синьцзяне таримские мумии, возраст наиболее древних из которых составляет 4000 лет. Кроме того, в пещерах оазиса Куча сохранилась фресковая живопись с изображениями людей того времени. Это европеоидное население появилось в местности, которая сейчас является северо-западной частью Китая, за 1000 лет до монголоидного. Вероятным источником миграций носителей тохарских языков в Синьцзяне была Минусинская степь — зона распространения афанасьевской культуры.
Самоназвание носителей не определено: в VI—VIII столетиях согласно Дж. П. Мэллори, возможно, kuśiññe «кучанский» (Тохарский B) и ārśi (Тохарский A); в одном из текстов Тохарского А имеется слово ārśi-käntwā, «На языке ārśi» (ārśi возможно родственно argenteus (лат.), то есть «серебряный, серебристый»); в «Британике» даётся альтернативная версия о связи этого названия с индо-иранским этнонимом «arya». Согласно же Дугласу Адамсу, тохары, возможно, называли себя ākñi, что означало «живущие на границе». Все предположения по этому поводу носят спекулятивный характер.
«Тохарами» носителей языков называют условно; термин Τοχάριοι заимствован из греческих текстов Птолемея и Страбона. Само наименование «Tocharisch» было предложено немецким исследователем Ф. В. K. Мюллером в 1907 и годом спустя поддержано известной парой исследователей тохарских языков Зигом и Зиглингом.
Название этих языков «тохарскими» в целом неточно, однако, тем не менее, остаётся в употреблении благодаря устоявшейся традиции и неопределённости сколь-нибудь единообразного точного эквивалента.
Сопоставление носителей агнео-кучанских языков с тохарами древних авторов началось с обнаружения буддистской рукописи на старотюркском, датируемой примерно 800 годом, в колофоне которой указано, что она была переведена с санскрита через язык twγry. Эмиль Зиг и Фридрих Мюллер предположили, что это слово относится к недавно открытому языку в районе Турфана. Прочитав его как toxrï, они связали его с этнонимом Tócharoi (то есть тохары, др.-греч. Τόχαροι), происходящим из индоиранских языков (др.-перс. tuxāri-, хот. ttahvāra, санскр. tukhāra), и предложил термин «тохарский».
В 1938 году Вальтер Хеннинг сопоставив использование термина «четыре тугри» (ctβ'r twyr’kc’ny), упоминавшегося в надписях начала IX века на согдийском, среднеперсидском и древнеуйгурском языках и несомненно связанного с twγry, пришёл к выводу, что он относится к региону на северо-восточном краю Таримской впадины, включающем Агни и Караходжу, но не Кучу. Таким образом, он сделал вывод, что упоминание в колофонах относится к языку из Арги. Примечательно, что хотя термин twγry, вероятно, является древнетюркским обозначением [псевдо]тохаров, он не встречается в собственно тохарских текстах.
Историк Бернар Сержан объединил оба самоназвания языков, дабы создать альтернативный и непротиворечивый термин для этой языковой семьи, арси-кучанские (Arśi-Kuči), недавно изменённый на агнео-кучанские (Agni-Kuči), однако это название не получило широкого распространения.

## Состав
Известны два тохарских языка — «тохарский А» («восточно-тохарский») и «тохарский Б» («западно-тохарский»), которые значительно отличаются друг от друга. Можно предположить, что пратохарский язык отделён от времени создания известных нам текстов промежутком примерно в 1000 лет. Наиболее распространён был «тохарский Б» («кучанский»), хотя в нём сохранилось больше архаических черт: в частности, он сохраняет пратохарские дифтонги (стянувшиеся в тохарском A в гласные «e» и «o») и конечные гласные «e», "o, " а̅, утраченные (последний — не во всех случаях) в тохарском A, двойственное число (почти исчезнувшее в тохарском A), уменьшительные суффиксы у существительных и др. «Тохарский А» («турфанский») в момент создания текстов предположительно был уже мёртвым языком и использовался буддистскими монахами исключительно в культовых целях, для фиксации сакральных текстов.
Существует предположение, что ещё один тохарский язык («тохарский С») существовал в оазисе Лоулань; об этом свидетельствует большое число тохарских заимствований в обнаруженных там текстах на пракрите.

## Происхождение
По-видимому, тохарские языки довольно рано откололись от других индоевропейских языков, так как они не обнаруживают особой близости с восточными индоевропейскими языками индоиранской ветви (противоположную точку зрения обосновывал В. Георгиев), зато имеют сходство с западными индоевропейскими языками.
По мнению Т. В. Гамкрелидзе и Вяч. Вс. Иванова, к тохарским языкам был близок язык гутиев. Однако сами гутии не оставили после себя текстов, кроме имён собственных, поэтому данная гипотеза не может считаться апробированной. Любопытны некоторые изоглоссы тохарских языков с хетто-лувийскими, например — совпадение звонких и глухих в одной серии смычных.

## Письменность
Тохарские тексты записаны особой формой индийского «косого» письма брахми, специально приспособленной для воспроизведения тохарской фонологической системы. Письменность брахми не является ни алфавитной, ни силлабической системой (т. н. akṣaras), а абугидой, где каждый символ в консонантной системе представляет собой согласный звук, за которым, по умолчанию, следует гласный -a. Чтобы изменить гласный, необходимо поставить диакритический (модифицирующий) знак. Тохарское брахми включает в себя ряд добавочных знаков — знак для согласного w, а также знаки, используемые для передачи сочетаний согласных с особым гласным неопределённого тембра, транслитерируемым как ä.

## Лингвистическая характеристика

### Фонетика и фонология

#### Гласные
/i/, /e/, /a/ (передается как ā) /u/, /o/, /ɨ/ (передается ä), /ə/ (передается a)
Дифтонги: (только Тох. Б): /əi/ (передается ai), /oi/ (передается oy), /əu/ (передается au), /au/ (передается āu)

#### Согласные
|             | Губные | Зубные  | Альвеолярные | Палатальные | Велярные | Лабио-велярные |
| ----------- | ------ | ------- | ------------ | ----------- | -------- | -------------- |
| Взрывные    | p /p/  | t /t/   |              |             | k /k/    | kʷ /kʷ/        |
| Аффрикаты   |        | ts /ts/ | c /ʈʂ/       |             |          |                |
| Сибилянты   |        | s /s/   | ṣ /ʂ/        | ś /ɕ/       |          |                |
| Сонанты     | m /m / | n /n /  |              | ñ; /ɲ/      | ṅ /ŋ/    |                |
| Плавные     |        | l /l/   | r /r/        |             |          |                |
| Полугласные |        |         |              | y /j/       |          | w /w/          |

Взрывные: /p/, /t/, /c/, /k/, /kʷ/ (передается как ku)
Аффрикаты: /ts/
Щелевые: /s/, /ɕ/ (передается как ś), /ʂ/ (передается как ṣ)
Сонанты: /w/, /j/ (передается как y)
Дрожащие: /r/
Носовые: /m/, /n/ (передается как ṃ в конце слов), /ɲ/ (передается как ñ)
Латеральные сонанты: /l/, /ʎ/ (передается как ly)

### Морфология

#### Имя существительное
В тохарских языках существовала характерная для архаичных индоевропейских языков система числа. Имелись: единственное число, двойственное число и множественное число. Как инновацию следует рассматривать парное число (парал), которое выражало естественным путём возникшие пары, например две руки, два глаза и т. д. Тох. A aśäṃ,Тох. Б eśane «оба глаза». (ИЕ*H₃ekʷ-iH₁ → прототох. *æśä + næ →тох. A aśäṃ, тох. Б eśane). Двойственное число, напротив, выражало случайно сложившиеся пары. Кроме того, в тох. была ещё одна инновация — появление плюратива, который образовывался с помощью окончания -aiwenta← ИЕ *oi-wo- «один» и использовался для выражения понятия «каждый в отдельности».
В тохарском полностью переосмыслено склонение существительных. Унаследованы лишь формы номинатива, генетива и аккузатива; причём последний в тохарском переосмыслен как так называемый «общекосвенный» падеж. Дополнительно к ним, тем не менее, каждый из двух тохарских языков обладал шестью новыми, послеложными по происхождению, падежными формами, получаемыми путём присоединения неизменяемых послелогов к основе общекосвенного падежа.
- Агглютинативные конструкции в тохарском образуются, как выше указано, путём присоединения послеложных конструкций к общекосвенному падежу, например: в тохарском А окончание -aśśäl является показателем комитатива, например yuk-aśśäl «с конём», yukas-aśśäl «с конями». Агглютинативные окончания дают следующие падежи: творительный, комитатив (совместный), локатив (местный), аблатив (отложительный), аллатив (направительный), перлатив (в тохарском А). Для тохарских языков характерна групповая флексия, например:
  -  тох. A poñcäṃ saṃsāris «всего, целого мира», где poñcäṃ «целый, весь» в общекосв. падеже, а saṃsāris «мир» в генетиве, в отличие от аналогичной лат. конструкции: tōtīus mundī, в которой и прилагательное (totus), и существительное (mundus) согласованы по падежу (в данном случае — генетиву).
  - тох. А bodhisattveṃ swāreṃ rakeyo «сладким словом Бодхисаттвы», где существительное bodhisattve «Бодхисатва» и прилагательное swāre «сладкий, сладостный» стоят в общекосвенном падеже, а rake «слово» — в творительном падеже.
  - тох. Б  kektseñ reki palskosa «сквозь тело, слово и мышление», где последнее из склоняемых существительных palsko «мысль, мышление» стоит в перлативе, а другие два существительных — в косвенном падеже.

Образец склонения тохарского A существительного käṣṣi «учитель»:
| Падеж                    | Суффикс       | Ед. число         | Мн. ч.            |
| ------------------------ | ------------- | ----------------- | ----------------- |
| Номинатив                | Номинатив     | IAST: käṣṣi       | IAST: käṣṣiñ      |
| Генетив                  | Генетив       | IAST: käṣṣiyāp    | IAST: käṣṣiśśi    |
| Общекосвенный            | Общекосвенный | IAST: käṣṣiṃ      | IAST: käṣṣis      |
| Творительный             | -yo           | IAST: käṣṣinyo    | IAST: käṣṣisyo    |
| Перлатив                 | -ā            | IAST: käṣṣinā     | IAST: käṣṣisā     |
| Комитатив                | -aśśäl        | IAST: käṣṣinaśśäl | IAST: käṣṣisaśśäl |
| Аллатив (Направительный) | -ac           | IAST: käṣṣinac    | IAST: käṣṣisac    |
| Аблатив (Отложительный)  | IAST: -äṣ     | IAST: käṣṣinäṣ    | IAST: käṣṣisäṣ    |
| Локатив (Местный)        | IAST: -aṃ     | IAST: käṣṣinaṃ    | IAST: käṣṣisaṃ    |

#### Таблица примеров склонений в тохарском
| Падеж          | Тох. A ед.ч.  | Tox. A мн.ч. | Tox. Б ед.ч. | Tox. Б мн.ч. |
| -------------- | ------------- | ------------ | ------------ | ------------ |
| Не-лица        |               |              |              |              |
| Именительный   | yuk «конь»    | yukañ        | yakwe        | yakwi        |
| Родительный    | yukes         | yukaśśi      | *yäkwentse   | *yäkweṃts    |
| Общекосвенный  | yuk           | yukas        | yakwe        | yakweṃ       |
| Творительный   | yukyo         | yukasyo      | -            | -            |
| Перлатив       | yukā          | yukasā       | yakwesa      | yakwentsa    |
| Совместный     | yukaśśäl      | yukasaśśäl   | yakwempa     | yakweṃmpa    |
| Направительный | yukac         | yukasac      | yakweś(c)    | yakweṃś(c)   |
| Отложительный  | yukäṣ         | yukasäṣ      | yakwemeṃ     | yakweṃmeṃ    |
| Местный        | yukaṃ         | yukasaṃ      | yakwene      | yakweṃne     |
| Каузальный     | -             | -            | yakweñ       | yakweṃñ      |
| Лица           |               |              |              |              |
| Именительный   | onk «человек» | onkañ        | enkwe        | *enkwi       |
| Родительный    | onkis         | onkaśśi      | enkwentse    | *enkweṃts    |
| Общекосвенный  | onkaṃ         | onkas        | enkweṃ       | enkweṃ       |
| Творительный   | -             | -            | -            | -            |
| Перлатив       | oṅknā         | oṅksā        | eṅkwentsa    | eṅkwentsa    |
| Совместный     | oṅknaśśäl     | oṅksaśśäl    | eṅkweṃmpa    | eṅkweṃmpa    |
| Направительный | oṅknac        | oṅksac       | eṅkweṃś(c)   | eṅkweṃś(c)   |
| Отложительный  | oṅknäṣ        | oṅksäṣ       | eṅkweṃmeṃ    | eṅkweṃmeṃ    |
| Местный        | oṅknaṃ        | oṅksaṃ       | eṅkweṃne     | eṅkweṃne     |
| Каузальный     | -             | -            | eṅkweṃñ      | eṅkweṃñ      |

Примечания: Формы, помеченные звёздочкой, не засвидетельствованы прямо, а восстановлены с помощью сравнительно-исторического метода.

#### Местоимение
В тохарских языках существует две формы личных местоимений: независимые и суффигированные (энклитики).
Тохарский А.
В тохарском А в единственном числе личное местоимение имеет мужской и женский род, что нехарактерно для других индоевропейских языков.
| Падеж         | Ед.ч.(М.р.) | Ед.ч.(Ж.р.) | Мн.ч. |
| Именительный  | näṣ         | ñuk         | was   |
| Родительный   | ñi          | nāñi        | wasäṃ |
| Общекосвенный | näṣ         | ñuk         | was   |

| Падеж         | Ед.ч. | Мн.ч. |
| Именительный  | tu    | yas   |
| Родительный   | tñi   | yasäṃ |
| Общекосвенный | cu    | yas   |

Тохарский Б.
| Падеж         | Ед.ч.     | Парн.ч. | Мн.ч.              |
| Именительный  | ñäś (ñiś) | wene    | wes                |
| Родительный   | ñi        | -       | wesi, wesäṃ, wesäñ |
| Общекосвенный | ñäś (ñiś) | wene    | wes                |

| Падеж         | Ед.ч.  | Парн.ч. | Мн.ч.              |
| Именительный  | t(u)we | yene    | yes                |
| Родительный   | tañ    | -       | yesi, yesäṃ, yesäñ |
| Общекосвенный | ci     | yene    | yes                |

В добавление к независимым формам личных местоимений тохарские языки имеют также энклитические формы 1, 2 и 3-го лица.
| Лицо                | Тох. А             | Тох. Б             |
| Единственное число  | Единственное число | Единственное число |
| ------------------- | ------------------ | ------------------ |
| 1                   | -ñi                | -ñ                 |
| 2                   | -ci                | -c                 |
| 3                   | -ṃ                 | -ne                |
| Множественное число |                    |                    |
| 1                   | -m                 | -me                |
| 2                   | -m                 | -me                |
| 3                   | -m                 | -me                |

К этим формам добавляются вторичные (агглютинативные падежные оканчания), которые создают грамматические отношения: направительный падеж тох A. -n-ac (-ṃ + -ac), тох Б.  -ne-ś «к нему, к ней»;тох Б. отложительный падеж -c-meṃ «от тебя».
Тохарск. A ṣñi, тохарск. Б ṣañ.

#### Числительное
Тох. А/Б
1 sas, se; 2 wu, wi; 3 tre, trai; 4 śtwar, śtwer; 5 päñ, piś; 6 säk, skas; 7 spät, sukt; 8 okät, okt; 9 ñu; 10 śäk, śak; 100 känt, kante
Тох. А 10000 tmāṃ

#### Глагол
В тохарских языках имеется три формы изъявительного наклонения: настоящее время (презенс), простое прошедшее (претерит) и прошедшее несовершенное (имперфект).
1. Настоящее время выражает действие, происходящее в момент высказывания. Оно также служит для выражения будущего времени.
Примеры: Тох А.  Bārānasyac yäm «Я пойду в Варанаси» (Каши) является переводом санскритской формы глагола будущего времени Bārānasīm gamiṣyāmi. Тох Б. 'se cisa śpālmeṃ tākaṃ cwi aiskem «я отдам это кому-нибудь, кто лучше тебя».
Эта форма употребляется также в функции исторического презенса. Такой «сдвиг» глагольных времен является риторической техникой для более живого изображения происшедших событий.
2. Прошедшее несовершенное выполняет две основные функции: выражает прошедшее действие, которое мыслится ещё происходящим в момент речи, и действие, постоянно происходившее в прошлом.
Примеры: Тох Б. kälymiṃ läkāṣyeṃ cey kom-pirkomeṃ ipprerne ka ṣ lyakār-ne «они смотрели на небеса, где они заметили его в восточной части (небес)».
Тох А.  tmäṣ ptāñkät käṣṣi… kospreṃnne ṣik tāwiṣ täprenäk sās tkaṃñkät nuṣā kälñā oki kāckeyo «когда бы Будда ни сделал шаг, Земля ревет и гремит как бы от радости».
3. Простое прошедшее выражает действее, произошедшее в прошлом и законченное к моменту речи.
Пример: Тох Б.  piṅkte meñe āra  «пятый месяц закончился».
- Категория грамматического залога представлена действительным и медиопассивным залогами, как в древнегреческом. Формы страдательного залога образуются от форм медиопассива, вероятно при калькировании санскритских образцов. Некоторые глаголы засвидетельствованы сами в среднем залоге: trik-: тох. A trikatär, Б triketär, с окончанием -tär 3 л., ед.ч., среднего залога.
- В глагольной системе существовали 4 наклонения: изъявительное, сослагательное, желательное, повелительное. Категория времени слаборазвита — различаются настоящее и прошедшее времена в изъявительном наклонении. Будущее время изъявительного наклонения может быть выражено сослагательным наклонением.

Классы спряжения:
| Класс | Тип           | Аффикс           | Тох. А     | Тох. Б    | Для сравнения                                                       |
| I     | атематический | *-(ноль)         | pälkiñc    | palkeṃ    | др.-греч. pʰlégō «сжигаю», лат. fulgeō «сверкаю»                    |
| II    | тематический  | *-e / o          | pärtär     | paräṃ     | санскр. bʰárati «несет», др.-греч. pʰéretai «его несут, он несётся» |
| III   | тематический  | *-o              | wikatär    | wiketär   | санскр. vijáte «спешит», др.-в.-нем. wīhhan                         |
| IV    | тематический  | *-o              | plantatär  | plontotär |                                                                     |
| V     | атематический | *-H-, -eh₂       | śwāṣ       | śuwaṃ     | англ. chew «жевать», др.-англ. cēowan «жевать»                      |
| VI    | атематический | *-n-H            | knāṣ       | katnaṃ    | др.-греч. skídnēmi                                                  |
| VII   | атематический | *-n              | -          | piṅkeṃ    | лат. pingunt «красят»                                               |
| VIII  | тематический  | *-se / o         | arsamäs    | ersem(o)  |                                                                     |
| IX    | тематический  | *-sḱe / o        | -          | aiskau    |                                                                     |
| X     | тематический  | *-n(H)-sḱe / o   | tämnäṣtär  | tänmastär |                                                                     |
| XI    | тематический  | *-se / o-sḱe / o | āksisam    | aksáskau  | лат. aiō «подтверждаю»                                              |
| XII   | тематический  | *-ṇ(H)-ye / o    | tuṅkiññant | āñmantär  |                                                                     |

| läk- «видеть»        | Тох. А из.накл. | Тох. Б из.накл. | Тох. А сосл.накл. | Тох. Б сосл.накл. |
| -------------------- | --------------- | --------------- | ----------------- | ----------------- |
| Действительный залог |                 |                 |                   |                   |
| 1 ед.ч.              | lkām            | lkāskau         | *pälkām           | lakau             |
| 2                    | lkāt            | lkāst(o)        | *pälkāt           | lkāt(o)           |
| 3                    | lkāṣ            | lkāṣṣäṃ         | *pälkāṣ           | lkaṃ              |
| 1 мн.ч.              | *lkāmäs         | *lkāskeṃ        | *pälkāmäs         | lkām(o)           |
| 2                    | lkāc            | *lkāścer        | *pälkāc           | lkācer            |
| 3                    | lkeñc           | lkāskeṃ         | *pälkeñc          | lakaṃ             |
| причастие            | lkānt           | lkāṣṣeñca       |                   |                   |
| деепричастие         | lkāl            | lkāṣṣälle       | *pälkāl           | lkālle            |
| инфинитив            | lkātsi          | lkātsi          |                   |                   |
| Медиопассив          |                 |                 |                   |                   |
| 1 ед.ч.              | lkāmār          | *lkāskemar      | pälkāmār          | *lkāmar           |
| 2                    | lkātār          | lkāstar         | pälkātār          | *lkātar           |
| 3                    | lkātär          | lkāstär         | pälkātär          | lkātär            |
| 1 мн.ч.              | lkāmtär         | *lkāskemt(t)är  | *pälkāmtär        | *lkāmt(t)är       |
| 2                    | lkācär          | *lkāstär        | *pälkācär         | *lkātār           |
| 3                    | lkāntär         | *lkāskentär     | *pälkāntär        | lkāntär           |
| причастие            | lkāmāṃ          | lkāskemane      |                   |                   |

сноска: Формы, помеченные звёздочкой, не засвидетельствованы, а восстановлены путём использования сравнительно-исторического метода.
- Интересен факт наличия деепричастий с окончанием на -l, какое наличествует также в славянских языках и в армянском — и в том и в другом случае — формируя претерит (умерлЪ есть и mereal-e).

Претерит в тохарских языках является простым прошедшим временем. Он выражает законченное в прошлом действие, глагол, при этом, имеет совершенный вид.
Классы спряжения:
| Класс | Тип           | Форма             | Тох. А      | Тох. Б     | Для сравнения                                                 |
| I     | атематический | ИЕ *-H-           | katar       | śtare      | др.-греч. skídnēmi                                            |
| II    |               | ИЕ *CV-CVC, CēC   | cacäl       | cāla       | лат. tollō «я поднимаю», гот. þulan                           |
| III   |               | ИЕ *-s            | arsāt       | ersate     | др.-греч. õrsa «я встал (аорист)», санскр. ṛṇóti «он(а) идет» |
| IV    |               | Прототох. *-ṣṣā-  | kākätkṣuräṣ | kakātkäṣṣu | др.-греч. gētʰéō «я радуюсь»                                  |
| V     |               | Прототох. *-ñ(ñ)- | weñār       | weñāre     | др.-греч. eĩpon «я сказал, он(а) сказал(а)», лат. vōx «голос» |
| VI    | тематический  | ИЕ *-e / o        | läc         | lac        | др.-греч. ēlutʰon «я пришел»                                  |

I класс.
A kot- B kaut- «разбивать»
|                     | Действительный залог | Действительный залог | Медиопассив | Медиопассив |
| Единственное число  |                      |                      |             |             |
| Лицо                | Тох. А               | Тох. Б               | Тох. А      | Тох. Б      |
| 1                   | kotā                 | kautāwa              | kote        | kautāmai    |
| 2                   | kotaṣt               | kautāsta             | kotte       | kautātai    |
| 3                   | kota                 | kauta                | kotat       | kautāte     |
| Множественное число |                      |                      |             |             |
| 1                   | kotmäs               | kautām(o)            | kotamät     | kautāmt(t)e |
| 2                   | kotas                | kautās(o)            | kotac       | kautāt      |
| 3                   | kotar                | kautāre              | kotant      | kautānte    |

Имперфект:

Действительный залог.

Тох. Б.
| Лицо | Ед.ч.     | Мн.ч.                  |
| 1    | kärsanoym | kärsanoyem (kärsnoyem) |
| 2    | kärsanoyt | kärsanoycer            |
| 3    | kärsanoy  | kärsanoyeṃ             |

Медиопассив.
| Лицо | Ед.ч.       | Мн.ч.            |
| 1    | kärsanoymar | kärsanoyemt(t)är |
| 2    | kärsanoytar | kärsanoytär      |
| 3    | kärsanoytär | kärsanoyentär    |

Неправильные глаголы.

Настоящее время'
| i-«идти»            | Действительный залог | Действительный залог |
| Единственное число  |                      |                      |
| Лицо                | Тох. А               | Тох. Б               |
| 1                   | yem                  | yaim                 |
| 2                   | yet                  | yait                 |
| 3                   | yeṣ                  | yai (yey)            |
| Множественное число |                      |                      |
| 1                   | *yemäs               | yeyem                |
| 2                   | *yec                 | yaicer (yeycer)      |
| 3                   | yeñc                 | yeyeṃ (yeṃ)          |

| Тох A. nas-Б. nes--«быть» | Действительный залог | Действительный залог |
| Единственное число        |                      |                      |
| Лицо                      | Тох. А               | Тох. Б               |
| 1                         | ṣem                  | ṣaim (ṣeym)          |
| 2                         | ṣet                  | ṣait                 |
| 3                         | ṣeṣ                  | ṣai (ṣey)            |
| Множественное число       |                      |                      |
| 1                         | ṣemäs                | ṣeyem                |
| 2                         | *ṣec                 | ṣaicer (ṣeycer)      |
| 3                         | ṣeñc                 | ṣeyeṃ (ṣeṃ)          |

#### Причастия
В тохарском A засвидетельствованы причастия настоящего времени действительного залога на — ant, например: trikant. Аналогичным образом причастная форма в тохарском A pekant «художник» гомологична по происхождению с лат. pingens «красящий», но ближе по значению к лат. pictor (художник), кстати тот же и.-е. корень мы видим в русском «писать», «писарь», «письмо».

## Словообразование

### Образование глаголов от глаголов
Тохарские глаголы характеризуются наличием двух глагольных основ — базовой и каузативной (или фактитивной). Пример из тохарского Б: основа глагола tsälpetär «он освобождается от страдания, умирает» является базовой, а основа tsalpäṣtär «он освобождает от страданий, он причиняет смерть» является каузативной. Каузативное значение подчеркнуто, особенно когда глагол непереходен.
Различие между каузативной и базовой основами распространяется на настоящее время и претерит изъявительного наклонения, а также на сослагательное наклонение тохарского глагола.
Каузативная основа в тох. А образуется посредством дупликации (удвоения) корня в претерите. В тох. Б с помощью палатализации согласного звука ср. tsalpa и tsyālpāte.
| Основа                    | Тох. А          | Тох. Б          |                 |                 |
| Настоящее время           | Настоящее время | Настоящее время | Настоящее время | Настоящее время |
| ------------------------- | --------------- | --------------- | --------------- | --------------- |
| Базовая                   | śalpatär        | tsälpetär       |                 |                 |
| Каузативная               | tsälpäṣtär      | tsalpäṣtär      |                 |                 |
| Сослагательное наклонение |                 |                 |                 |                 |
| Базовая                   | tsälpātär       | tsälpātär       |                 |                 |
| Каузативная               | tsälpāṣtär      | tsalpästär      |                 |                 |
| Претерит                  |                 |                 |                 |                 |
| Базовая                   | tsälp           | tsalpa          |                 |                 |
| Каузативная               | śaśälpāt        | tsyālpāte       |                 |                 |

Существовал ещё один способ образования каузатива — добавление общего для многих древних индоевропейских языков суффиксов, произошедших от ИЕ *-sḱ-, который в других и.е. языках, где он сохранился, может придавать глаголу инхоативное (начало действия) и итеративное (повторение действия) значение и *-s-. В тох. А использовался только суффикс *-s-, который после фонологических изменений приобрел форму -ṣ-. В тох. Б использовались оба суффикса- ИЕ*-sḱ- как -ṣṣ- в IX классе глагола и ИЕ*-s- как -ṣ- в VIII классе глагола.

## Отношения к другим индоевропейским языкам
| Русский | Тохарский A | Тохарский B | Греческий | Хеттский |
| ------- | ----------- | ----------- | --------- | -------- |
| Огонь   | pur         | powar       | pyr       | pahhur   |
| Отец    | pacar       | pacer       | patēr     | attas    |
| Мать    | macar       | macer       | mátēr     | annas    |
| Брат    | pracar      | procer      | phrātēr   | negnas   |
| Дочь    | ckacar      | tkacer      | thygatēr  |          |
| Собака  | ku          | ku          | kýōn      |          |
| Земля   | tkam        | keṃ         | chthōn    | tekan    |

## Лексика
В лексике обоих языков — значительное число слов несомненно индоевропейского происхождения. Помимо этого, представлены многочисленные заимствования из санскрита, как достаточно древние, так и поздние, неосвоенные (в их записи встречаются знаки, отсутствующие в собственно тохарских словах). Встречаются иранизмы и (по крайней мере, в тохарском B) китаизмы, вероятно, также тюркизмы. В тохарском A отмечено не менее нескольких десятков заимствований из тохарского B; напротив, достоверных примеров обратных заимствований практически нет. Полностью отсутствуют случаи заимствования глагольных лексем. Некоторые пласты лексики пока не поддаются надёжной этимологизации.
Многие слова трудно идентифицировать в силу их изолированности от контекста. Вот несколько примеров:
- A kukäl, B kokale «колёса»: др.-греч. κύκλος, санскр. cakráh, осет. calx
- B mit (mêl): рус. мёд, санскр. mádhu, осет. mud, валл. medd алкогольный напиток из мёда
- A, B tu (ты): лат. tū, санскр. tvám, др.-рус. тꙑ, лит. tu, нем. du, арм. du, осет. du
- Числа (A, B): 1 sas, se; 2 wu, wi; 3 tre, trai; 4 śtwar, śtwer; 5 päñ, piś; 6 säk, skas; 7 spät, sukt; 8 okät, okt; 9 ñu; 10 śäk, śak; 100 känt, kante